# Tessniem Kadiri
Tessniem Kadiri (* 18. April 2001 in Duisburg) ist eine deutsch-marokkanische Journalistin und Moderatorin.

## Werdegang
Kadiris Vater kam für sein Studium aus Marokko nach Deutschland, ihre Mutter ist als Tochter marokkanischer Eltern in Duisburg geboren und aufgewachsen.
Mit 15 Jahren machte Tessniem Kadiri ihre ersten Radiobeiträge und Straßenumfragen für die Jugendredaktion ihres Heimat-Radiosenders Radio Duisburg. Im Alter von 16 Jahren begann sie zudem, für die Jugendredaktion der Funke Mediengruppe zu schreiben. Mit 19 arbeitete sie als Autorin für Die Sendung mit der Maus zum Hören beim WDR.
2021 durchlief Kadiri mit 20 Jahren als eine der Teilnehmerinnen der WDR-Talentwerkstatt WDR Grenzenlos eine crossmediale Ausbildung. Im gleichen Jahr hospitierte sie bei der Lokalzeit des WDR und erstellte ihre ersten Fernsehbeiträge, die im WDR-Fernsehen gesendet wurden.
Seit Anfang 2022 moderiert Kadiri die für Kinder produzierte Reportage-Fernsehsendung neuneinhalb. Zudem moderiert sie seit 2022 das YouTube-Auslandsformat ATLAS, das in Zusammenarbeit von Funk und dem Weltspiegel entsteht. Außerdem arbeitet sie als Autorin und Host für News-TikTok-Kanal Nicetoknow des WDR-Newsrooms. Seit Mitte 2022 arbeitet sie außerdem für die Produktionsfirma ACB Stories und moderiert für die als eine mehrerer Hosts den Spotify-Original-Podcast FOMO – Was habe ich heute verpasst?. Tessniem Kadiri moderiert die YouTube-Serie Westfälinnen des Landschaftsverbandes Westfalen-Lippe.
Seit dem 16. Februar 2025 moderiert Kadiri für den NDR den Weltspiegel und übernahm den Platz von Andreas Cichowicz.